# Goniogryllus cheni
Goniogryllus cheni är en insektsart som beskrevs av Xie, S. och Z. Zheng 2003. Goniogryllus cheni ingår i släktet Goniogryllus och familjen syrsor. Inga underarter finns listade i Catalogue of Life.